# Franz von Rosenberg-Orsini
Franz Seraphicus von Rosenberg-Orsini (n. 18 octombrie 1761, Viena, d. 4 august 1832, Graz) a fost un general austriac de origine italiană.